# Oldenburger Kunstverein

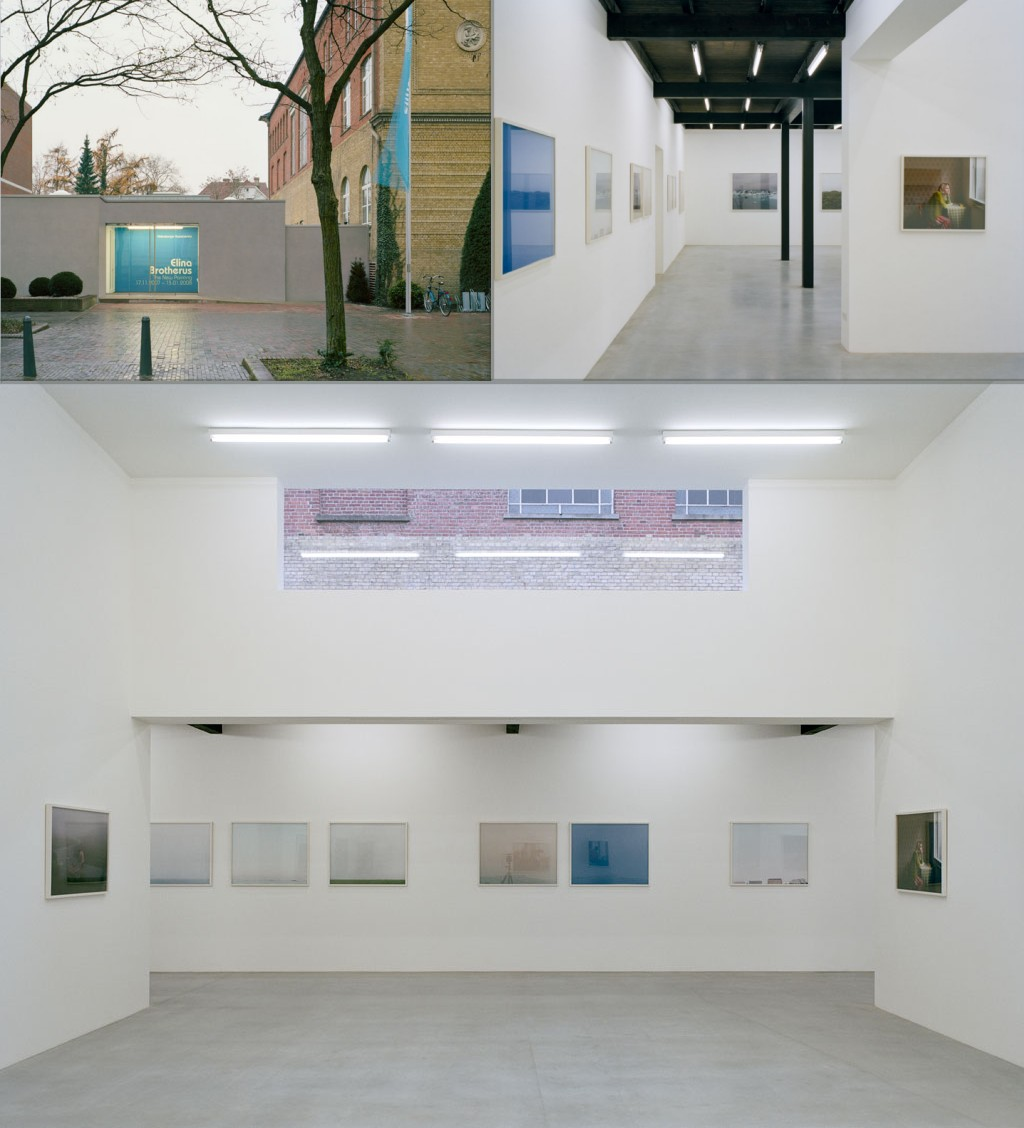
Außen- und Innenansicht des Oldenburger Kunstvereins (2007)

Der 1843 gegründete Oldenburger Kunstverein in Oldenburg zählt zu den ältesten Kunstvereinen Deutschlands. Er ist ein altrechtlicher und gemeinnütziger Verein. Gründungszweck war die „Belehrung über Kunstgegenstände und Förderung des Kunstsinns“. 1867 bezog er das Augusteum in Oldenburg. Rund 100 Jahre nach seiner Gründung baute und bezog er eine kleinere, zeitgemäße Ausstellungshalle neben dem Augusteum.

## Über den Kunstverein
Seit seiner Gründung organisierte der Oldenburger Kunstverein über 850 Ausstellungen. Ziel ist insbesondere auch die Förderung zeitgenössischer Künstler. Künstler wie Jörg Sasse, Thomas Ruff, John Bock, Michael Beutler oder Thomas Zipp zeigten hier ihre ersten institutionellen Einzelausstellungen.
Nach 1945 erweiterte der Verein seine Angebote durch Literatur- und Vortragsveranstaltungen sowie Konzerte. Zu den Literaturveranstaltungen gehört z. B. das Oldenburger Literaturgespräch mit dem Schriftsteller Klaus Modick. Hier diskutieren Experten aus dem Fachbereich Literatur zeitcharakteristische Erscheinungen. Hinzu kommen interdisziplinäre Veranstaltungen der Bereiche Zeitgeschehen, Philosophie und Bildende Kunst.
Seit 1946 werden Konzerte mit international bekannten Solisten und Ensembles veranstaltet. Auf dem Programm steht Kammermusik vom musikalischen Barock bis zur zeitgenössischen Musik. Derzeit (Stand 2020) werden jährlich sieben Konzerte veranstaltet. Im Rahmen der Nachwuchsförderung ist der Kunstverein Mitglied des Veranstalterringes Bundesauswahl Konzerte Junger Künstler und präsentiert jedes Jahr ein Konzert dieser Künstler.
Des Weiteren bestehen Kooperationen mit verschiedenen örtlichen Kultureinrichtungen.

## Geschichte

### 1843 bis 1945
Im Rahmen einer allgemeinen „Bürgerbewegung für die Kunst“, die in vielen deutschen Großstädten aufkam, wurden vom kunstinteressierten Bürgertum Vereinigungen ins Leben gerufen zur Förderung und Präsentation von Kunst – insbesondere auch zeitgenössischer Kunst. Angeregt wurde die Oldenburger Initiative von den Mitgliedern des „Literarisch-Geselligen Vereins“ von 1839. Mit dem 22. Januar 1843 wurde der Verein offiziell gegründet. Auch der Großherzog wurde Mitglied des Vereins, der bis 1918 vom Fürstenhaus gefördert wurde. Die erste Ausstellung des Kunstvereins wurde am 19. Februar im Casino eröffnet und dauerte drei Tage. Sie zeigte 39 Exponate mit einer breiten Palette verschiedener Kunstrichtungen – von Reproduktionen altägyptischer Architektur-Ansichten bis hin zu Original-Werken heimischer Künstler. Ab 1847 stellte der Kunstverein in der  herzoglichen Bibliothek am Damm aus und hatte seinen Sitz ab 1857 wieder im Casino.
1867 bezog der Kunstverein Räume im neu errichteten Augusteum, das im Auftrag von Großherzog Peter II. nach Plänen des Architekten Ernst Klingenberg erbaut wurde und auch die Gemäldesammlung des Großherzogs beherbergte. Anlässlich der Ausstellung zum 50. Jubiläum des Kunstvereins im Jahr 1893 wurden unter anderem Werke von Bernhard Winter, Georg Müller vom Siel und Richard tom Dieck gezeigt. 1901 wurde die 300. Ausstellung präsentiert, pro Jahr fanden nicht mehr als vier Ausstellungen statt. 1904 wurde der „Verein Oldenburger Kunstfreunde“ dem Oldenburger Kunstverein angeschlossen.
Pläne zur baulichen Erweiterung des Augusteums im Jahr 1913 konnten wegen des Ersten Weltkriegs und der sich daran anschließenden Abdankung des Großherzogs nicht realisiert werden. Nach Kriegsende setzte sich der Kunstverein dafür ein, das Schloss inklusive der herzoglichen Gemäldesammlung für die Öffentlichkeit zugänglich zu machen. Ziel des Kunstvereins war es, in seinen Ausstellungen auch Werke zeitgenössischer Künstler zu präsentieren. So wurden in größeren Grafikausstellungen Werke von Lovis Corinth, Max Liebermann, Käthe Kollwitz, Ernst Barlach, Charles Crodel und Max Beckmann gezeigt. Im Jahr 1922 wurde mit 1.152 Mitgliedern die höchste Zahl aktiver Vereinsmitglieder verzeichnet.

### Zeit des Nationalsozialismus
Nach der Machtergreifung durch die Nationalsozialisten konzipierte der Vorstand 1933 mit Unterstützung von Gauleiter Carl Röver eine umfangreiche Gau-Ausstellung, wodurch der Bremer Künstlerbund und der Oldenburger Künstlerbund vereinigt werden sollten. Ende des Jahres 1933 wurde der Kunstverein durch die Landesleitung Weser-Ems der NS-Reichskammer der bildenden Künste kontrolliert. Die aggressive NS-Kunstpolitik machten es dem Kunstverein noch vor der Gleichschaltung 1937 unmöglich, moderne Kunst auszustellen. Der OKV zeigte nur noch regionale Kunst und Einzelausstellungen, ferner Möbel, Kunst am Bau und historische Ausstellungen. So fand eine Ausstellung im Jahr 1937 mit Frontbildern des Ersten Weltkriegs von Otto Engelhardt-Kyffhäuser lobende Kritik. Nach der Gleichschaltung des OKV im Oktober 1937 wurde der Vereinsvorstand von diesem Zeitpunkt an von der Reichskammer ernannt. Nur 292 Mitglieder zählte der Verein 1938, ein Rekordtiefstand. Ab 1943 bis Kriegsende fanden keine Ausstellungen mehr statt, die Hälfte des Augusteums wurde vom Landgericht genutzt, dessen Gebäude zerstört worden war.

### Ab 1945
Nach dem Zweiten Weltkrieg erachtete es der Kunstverein als wichtigste Aufgabe, die Defizite der Entwicklung der zeitgenössischen Kunst in der Region während der Reglementierungen durch das NS-Regime auszugleichen. Es wurden Vortragsreihen zu den Themen Kunst und Literatur eingerichtet und Kammermusik-Konzerte veranstaltet.
Am 29. August 1945 kam es zum ersten Treffen des vorläufigen Vorstandes. Der OKV wurde räumlich im Landesmuseum im Oldenburger Schloss untergebracht. Die erste Ausstellung nach dem Krieg wurde am 28. Oktober unter dem Motto „Kunst der Gegenwart“ eröffnet. Auftakt zu den musikalischen Veranstaltungen des Kunstvereins bildete ein Konzert im Großen Saal des Schlosses im Juni 1946. Die „Oldenburger Kulturtage“ im Januar 1947 mit Werken Alter Meister und junger Oldenburger zogen viel Publikum an. Zum ersten Mal wurden 1954 Reisestipendien als Künstlerförderung vergeben. Aus der Ausstellung „Maler der Brücke in Dangast von 1907 bis 1912“, die der Kunsthistoriker Gerhard Wietek kuratierte, wurden 1957 zwölf Arbeiten von Erich Heckel, Karl Schmidt-Rottluff und Emma Ritter für die Sammlung des Kunstvereins erworben. Da eine für moderne Zwecke notwendige Umgestaltung des Gebäudes nicht finanzierbar war, wurde 1966 beschlossen, einen Neubau im Garten des Augusteums zu errichten. Das Gebäude wurde am 11. Februar 1968 mit einer Ausstellung internationaler Grafik eröffnet, wobei erstmals Werke von Künstler aus dem Osten und Westen Europas gemeinsam gezeigt wurden.
Seit den 1970er Jahren zeigen die Kunstausstellungen wichtige Trends in der Kunstentwicklung, indem neue Medien ausgestellt – wie die erste Ausstellung zu Foto, Film und Video (1976) – und interaktive Raum-Klang-Experimente und Performances vorgestellt wurden. Gemäß den Erfordernissen des modernen Kunstbetriebes wurde eine Geschäftsleitung eingesetzt und Kooperationen eingegangen, auch außerhalb Oldenburgs. Zu den ausgestellten Künstlern der jüngeren Zeit zählen unter anderem Horst Janssen, Valie Export und Ulrike Rosenbach.